# Fucking (singel)
Fucking (ibland stavad F**king) är den första singeln som bandet Scars on Broadway släppte efter sitt uppehåll och deras tredje singel totalt sett. Låten släpptes på webbplatsen ArmageddonComeAlive.com i juli 2010. I augusti samma år delades 500 exemplar av singeln, på vinyl, ut gratis i Hollywood. De första 20 personerna i kön fick en autograferad version av singeln. Omslaget till "Fucking" är gjort av Vartan Malakian, som tidigare gjort bland annat omslagen till Mezmerize och Hypnotize. En musikvideo filmades och redigerades av bandets fotograf Greg Watermann under 2010 och 2011, där själva musikvideon släpptes den 13 mars 2011.
Daron Malakian beskriver singeln på följande sätt:
| ”                | Låten handlar om hur media - på TV, internet och inom reklam - sexualiserar barn genom att exponera dem för Viagra, Girls Gone Wild etc. mellan sportmatcher och vid dina lokala Hooters-restauranger och även hur detta förändrar samhället och nästa generations värderingar och moral. Låten är varken för eller emot detta utan det är bara en sorts observation, antar jag. | „ |
| – Daron Malakian | |   |

Singeln återlanserades under titeln Fucking/Shotgun den 4 oktober 2024 och innehöll då även låten "Shotgun", vilket är en nyinspelad version av "Somebody Get Me a Shotgun" från Ghetto Blaster Rehearsals.

## Låtlista
Alla låtar är skrivna och komponerade av Daron Malakian, om inte annat anges. 
| Nr | Titel   | Längd |
| -- | ------- | ----- |
| 1. | Fucking | 2:03  |

| 1. | Fucking | 2:03 |
| 2. | Fucking | 2:03 |

| 1. | Fucking | 2:03 |
| 2. | Shotgun | 2:14 |